# Straatliefdegras
Straatliefdegras of stijf straatliefdegras (Eragrostis pilosa, synoniem: Eragrostis multicaulis) is een eenjarige plant uit de grassenfamilie (Poaceae). 
De soort komt van nature voor in het Middellandse Zeegebied en in de zuidelijke gebieden van Azië en is van daaruit verder verspreid naar warm-gematigde en tropische gebieden. Nadat straatliefdegras in 1958 voor het eerst in Nederland gevonden was, heeft de soort zich enorm uitgebreid. Mogelijk gebeurde dat via autobanden. Momenteel kan straatliefdegras in vrijwel geheel Nederland gevonden worden. Het aantal chromosomen is 2n = 40, 36 of 60. Straatliefdegras is een voorouder van teff.
De plant wordt 5-50 cm hoog. Het onbeklierde, kale blad is 6–20 cm lang en 2-3 mm breed. De bladscheden zijn aan de top behaard en hebben een tongetje dat bestaat uit een rij haren.
Straatliefdegras bloeit vanaf juli tot in de herfst. De bloeiwijze is een 10-25 cm lange en 3,5-14 cm brede pluim. De zijtakken zijn aan de voet behaard. De aarsteeltjes zijn even lang of langer dan de aartjes. De aartjes zijn 3–10 mm lang en 1–1,5 mm breed en bevatten vier tot veertien bloemen. De lancetvormige kelkkafjes zijn vliezig en hebben een toegespitste top. Het onderste kelkkafje heeft geen nerven en is 0,4–0,9 mm lang. Het bovenste kelkkafje heeft een nerf en is 0,7–1,4 mm lang. De lemma's zijn ovaal en hebben een spitse top. Ze zijn 1,2-1,8 mm lang. De palea's zijn  1,5 mm lang en langs de kielen behaard of op den duur kaal wordend. De helmknoppen zijn 0,1–0,3 mm lang.
Straatliefdegras is een echte straatplant. Het groeit midden op de straat, op de stoep, in de goot en op parkeerplaatsen, maar ook op de perrons van spoorwegstations en in platgereden, kale bermen. Op straat ligt de plant het liefst uitgespreid tegen de bestrating aangedrukt. Op compacte, verslempte of platgereden, meest zandige grond, zoals wielsporen in bermen of aan de rand van perkjes langs wegen, groeit het met meer opgerichte stengels. Straatliefdegras is een C4 plant, een plant die als eerste stap CO2 vastlegt in een verbinding met 4 koolstofatomen, de reden waarom ze C4-planten worden genoemd (De optimale temperatuur voor C4-planten is 25 tot 35 °C en de minimum temperatuur is 12 °C). Straatliefdegras lijkt op klein liefdegras (Eragrostis minor), maar heeft geen klierputjes langs bijvoorbeeld de bladrand.
De vrucht is een elliptische, 0,5-0,8 mm lange graanvrucht.

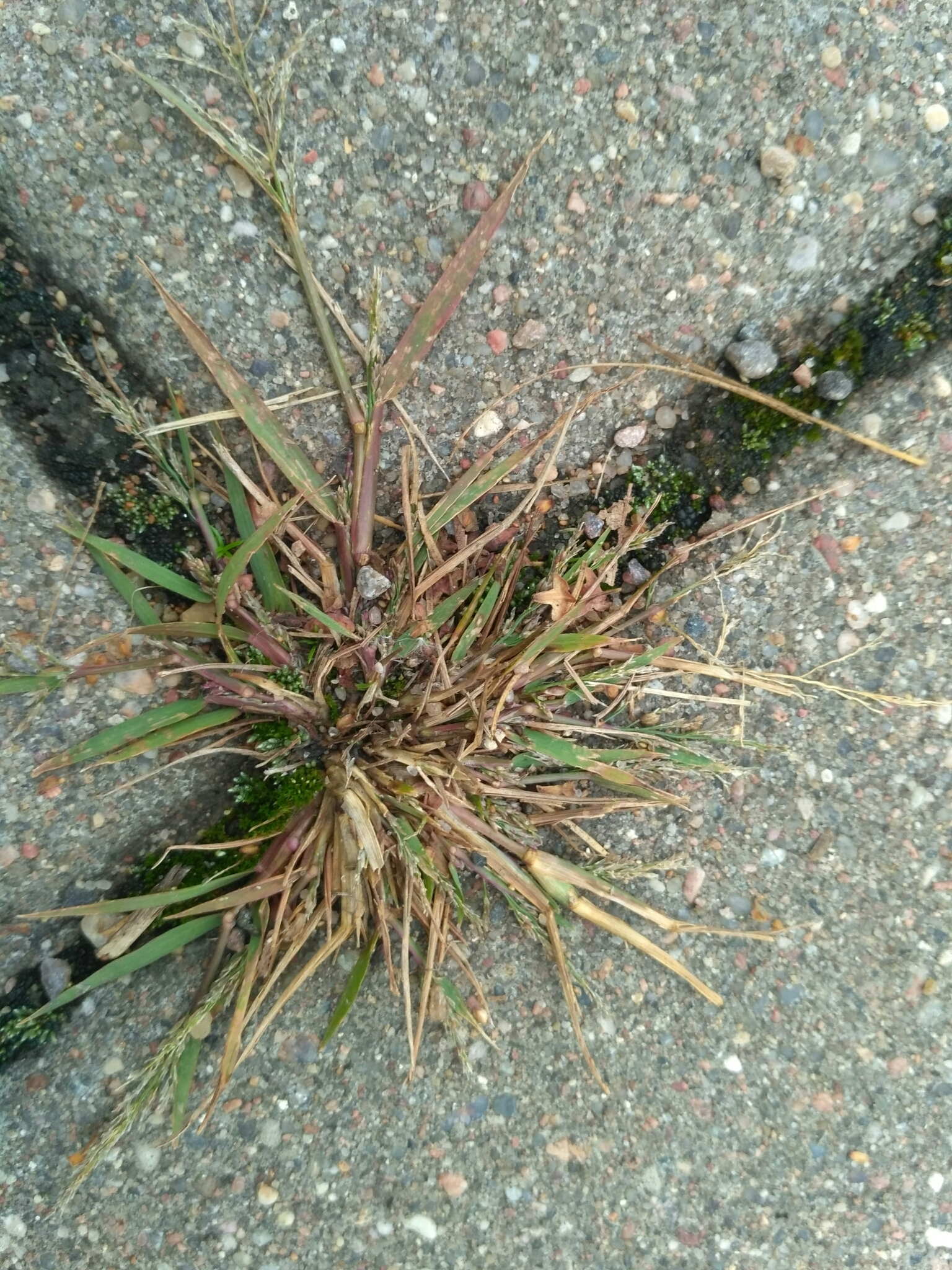
Plant
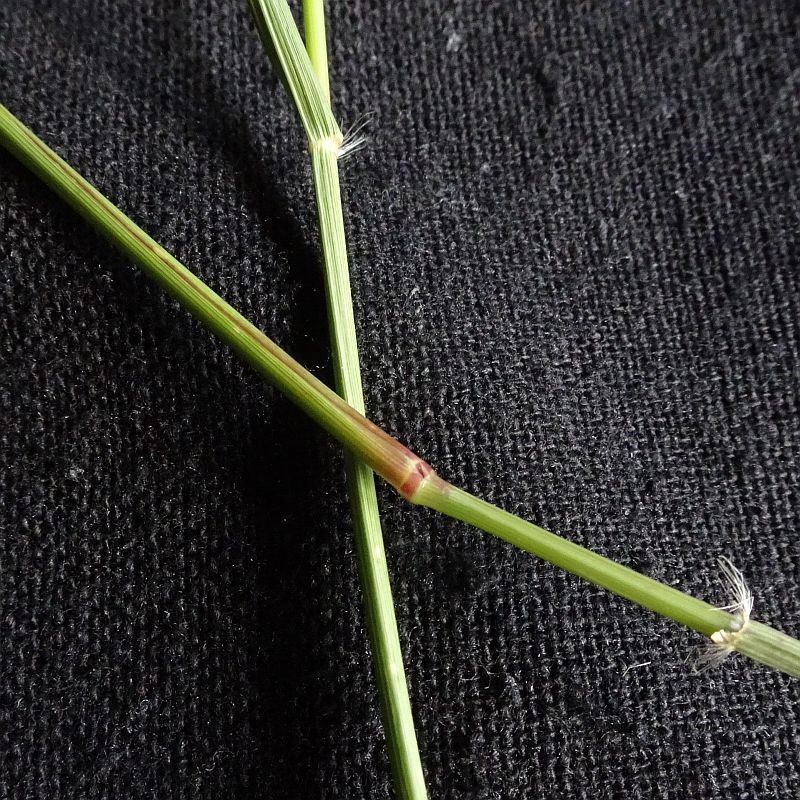
Stengel
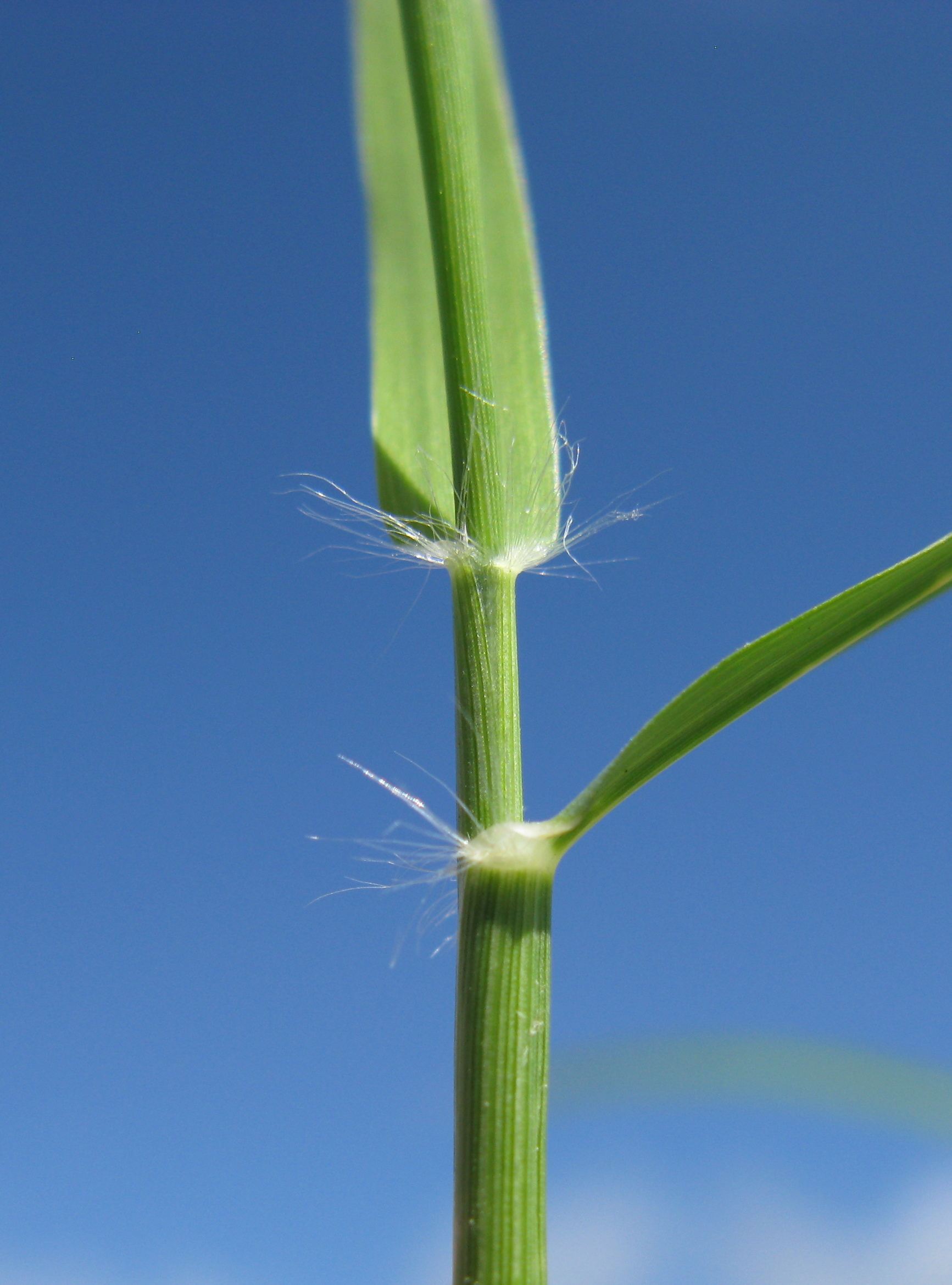
Tongetje
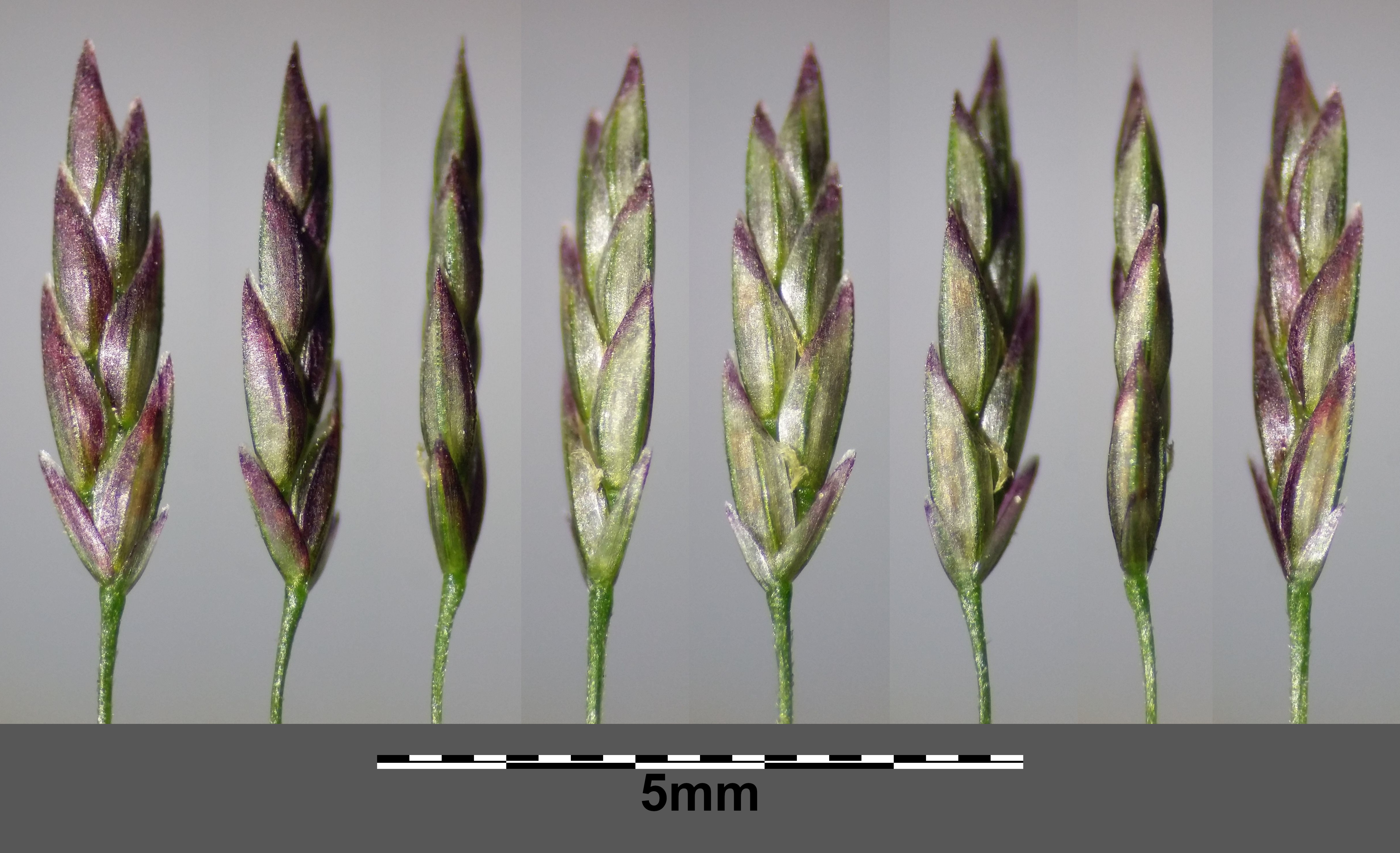
Aartjes
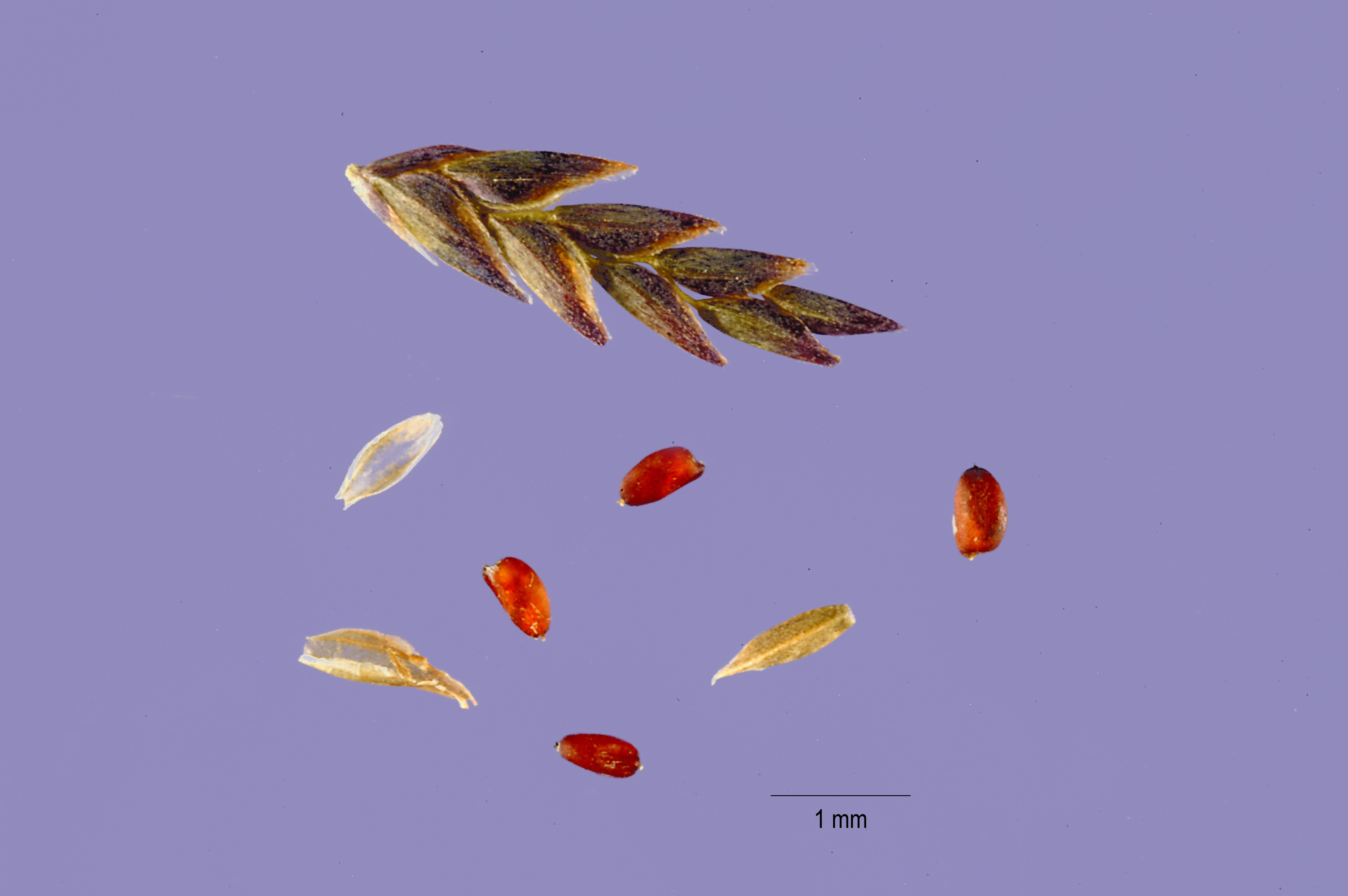
Aartje met kelkkafje, lemma, palea en vruchten
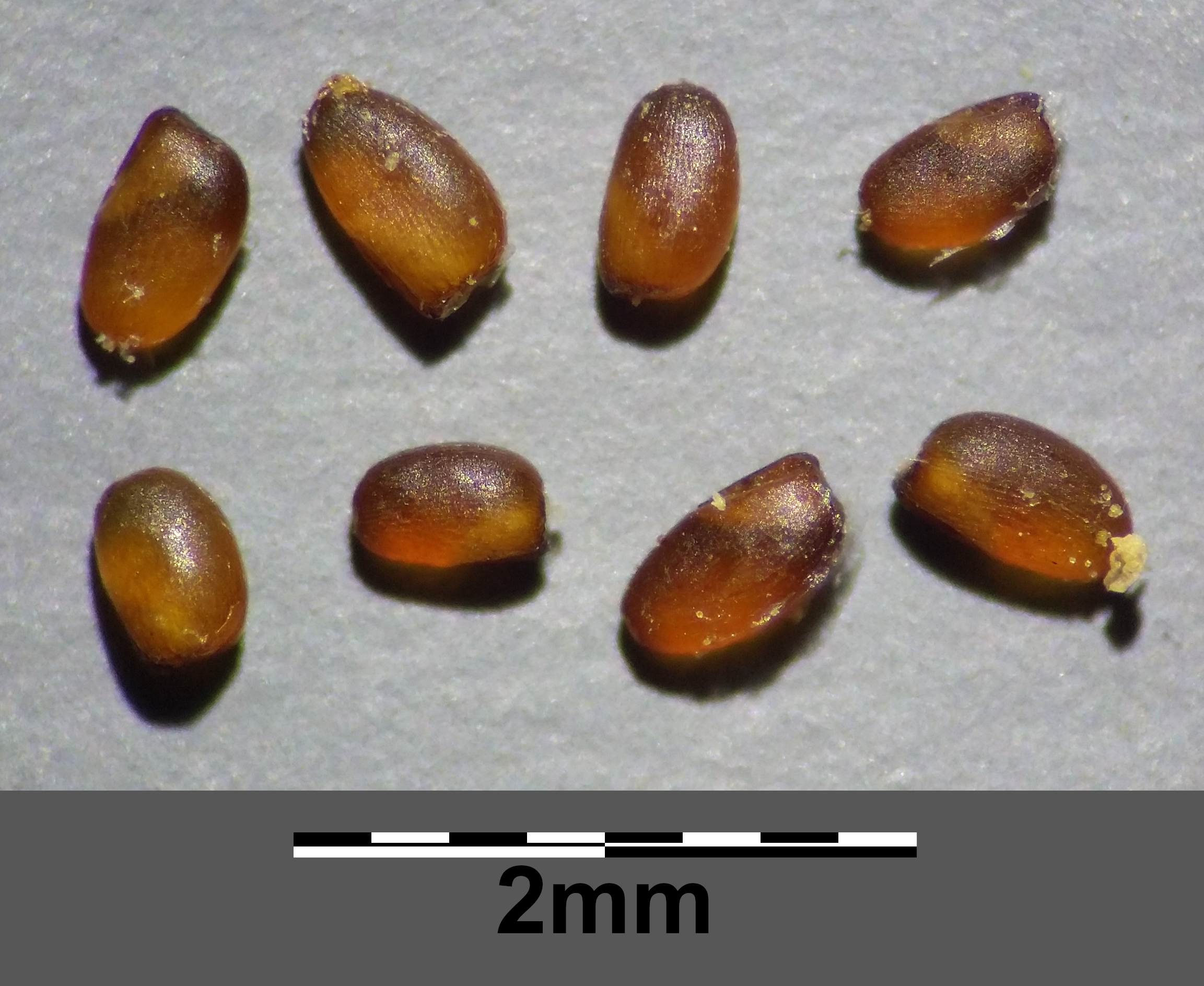
Vruchten